# Primeira Liga de Basquetebol da República Sérvia
A Primeira Liga de Basquetebol da República Sérvia (em sérvio: Прва лига Републике Српске у кошарци), conhecida por razões de patrocínio como Meridianbet Prva muška liga RS, é a principal competição profissional de basquetebol masculino na República Sérvia, Bósnia e Herzegovina.  A liga integra uma das três divisões regionais que compõem o segundo nível do sistema de ligas de basquetebol na Bósnia e Herzegovina. 
Antes da criação da Liga da República Sérvia, as equipas da região competiam no Campeonato da República Federal da Jugoslávia e no Campeonato da SFR Jugoslávia.
Atualmente, a Primeira Liga é organizada pela Associação de Basquetebol da República Sérvia, e conta com a participação de 13 equipas.. O Borac Banja Luka detém o recorde de maior número de títulos, com nove.

## História
Após a dissolução da Liga da República Federal Socialista da Jugoslávia em 1992, o Borac Banja Luka participou na Primeira Divisão da República Federal da Jugoslávia durante a época de 1992/93. No entanto, a equipa disputou os seus jogos em casa nas cidades de Ruma e Jagodina. Além das competições jugoslavas, também foram realizados torneios na República Sérvia. Nos dias 16 e 17 de outubro de 1993, teve lugar em Banja Luka o torneio final do Campeonato da República Sérvia. Com vitórias sobre o Semberija (100-62) e os Orlovi (101-93), o Borac sagrou-se o primeiro campeão da Republika Srpska.

## Sistema de competição
A competição é disputada em duas fases:
Primeira fase
Isto corresponde à fase de grupos do torneio, que é disputada em sistema de pontuação dupla (um jogo em casa e um jogo fora).
Segunda fase (Play-Offs)
É uma competição entre as quatro equipas mais bem classificadas após a fase de grupos. O vencedor dos Play-Offs torna-se o campeão da Republika Srpska e garante um lugar na Primeira Liga da Bósnia e Herzegovina. De acordo com sua classificação no campeonato da Bósnia e Herzegovina, os clubes da República Srpska se classificam para a Liga Adriática.

## Clubes atuais
Clubes na época 2024/5.
| Clube            | Cidade     | Arena                           |
| ---------------- | ---------- | ------------------------------- |
| Akademac         | Banja Luka | JU SC Borik                     |
| Bratunac         | Bratunac   | SD Bratunac                     |
| Budućnost        | Bijeljina  | OŠ Vuk Karadžić Bijeljina       |
| Drina Princip    | Zvornik    | JU RSC Zvornik                  |
| HEO              | Bileća     | SD Tijana Bošković              |
| Prijedor Spartak | Prijedor   | SD Mladost                      |
| Rogatica         | Rogatica   | SD Rogatica                     |
| Radnik BNB       | Bijeljina  | OŠ Vuk Karadžić Bijeljina       |
| Sloboda 73       | Novi Grad  | SD Novi Grad                    |
| Student Igokea   | Banja Luka | SD Nenad Baštinac Aleksandrovac |
| Sutjeska         | Foča       | SD Foča                         |
| Varda HE         | Višegrad   | SD Višegrad                     |

## Detentores de Títulos
| Temporada | Campeão                    | Vice-campeão            | Resultado |
| 1993      | KK Borac Borovica          | KK Orlovi               | 101-93    |
| 1994-95   | KK Borac                   |                         |           |
| 1995-96   | KK Borac Nektar            | KK Igokea               | 125-69    |
| 1996-97   | KK Borac Nektar            |                         |           |
| 1997-98   | KK Borac Nektar            | KK Leotar               | 2-0       |
| 1998-99   | KK Borac Nektar            | KK Doboj putevi Modriča | 2-0       |
| 1999-00   | KK Igokea                  | KK Borac Nektar         | 2-1       |
| 2000-01   | KK Igokea                  | KK Borac Nektar         | 2-0       |
| 2001-02   | KK Borac Nektar            | KK Igokea               | 2-0       |
| 2002-03   | KK Leotar                  | KK Rudar Ugljevik       | 2-0       |
| 2003-04   | KK Radnik Bijeljina        | KK Rudar Ugljevik       | 2-1       |
| 2004-05   | KK Rudar Ugljevik          | KK Slavija (IS)         | 2-1       |
| 2005-06   | KK Slavija (IS)            | KK Drina Birač          | 2-1       |
| 2006-07   | KK Borac Nektar Banja Luka | KK Mladost (MG)         | 2-1       |
| 2007-08   | KK Mladost (MG)            | KK Radnik Bijeljina     | 2-0       |
| 2008-09   | KK Sutjeska Foča           | KK Bratunac Mins        | 2-1       |
| 2009-10   | KK Varda HE                | KK Servicijum           | 2-1       |
| 2010-11   | KK Servicijum              | KK Sutjeska Foča        | 2-0       |
| 2011-12   | KK Radnik BN basket        | KK Građanski Bijeljina  | 2-0       |
| 2012-13   | KK Građanski Bijljina      | KK Heo                  | 2-0       |
| 2013-14   | KK Heo                     | KK Sutjeska Foča        | 2-1       |
| 2014-15   | KK Radnik BN basket        | KK Rogatica             | 2-1       |
| 2015-16   | KK Prijedor                | KK Student              | 3-1       |
| 2016-17   | KK Radnik BN basket        | KK Sutjeska Foča        | 3-2       |
| 2017-18   | KK Bratunac                | OKK Borac Banja Luka    | 3-1       |
| 2018-19   | KK Leotar                  | OKK Borac Banja Luka    | 3-2       |
| 2019-20   | KK Borac Nektar            |                         |           |
| 2020-21   | KK Radnik BN basket        | OKK Drina Princip       | 3-2       |
| 2021-22   | KK Budućnost BN            | KK Slavija (IS)         | 3-1       |
| 2022-23   | KK Prijedor Spartak        | KK Rogatica             | 3-1       |
| 2023-24   | KK Jahorina                | Budućnost Profi         | 3-0       |

## Títulos por Clube
| Clube                  | Campeão | Anos de campeão                                                              |
| ---------------------- | ------- | ---------------------------------------------------------------------------- |
| KK Borac Nektar        | 9       | 1993, 1994/95, 1995/96, 1996/97, 1997/98, 1998/99, 2001/02, 2006/07, 2019/20 |
| KK Radnik Bijeljina    | 5       | 2003/04, 2011/12, 2014/15, 2016/17, 2020/21                                  |
| KK Igokea              | 2       | 1999/00, 2000/01                                                             |
| KK Leotar              | 2       | 2002/03, 2018/19                                                             |
| KK Prijedor            | 2       | 2015/16, 2022/23                                                             |
| KK Rudar Ugljevik      | 1       | 2004/05                                                                      |
| KK Slavija IS          | 1       | (2005/06)                                                                    |
| KK Mladost MG          | 1       | 2007/08                                                                      |
| KK Sutjeska Foča       | 1       | 2008/09                                                                      |
| KK Varda HE            | 1       | 2009/10                                                                      |
| KK Servicijum          | 1       | 2010/11                                                                      |
| KK Građanski Bijeljina | 1       | 2012/13                                                                      |
| KK Heo                 | 1       | 2013/14                                                                      |
| KK Bratunac            | 1       | 2017/18                                                                      |
| KK Budućnost BN        | 1       | 2021/22                                                                      |
| KK Jahorina            | 1       | 2023/24                                                                      |

## Ver mais
- Primeira Liga Feminina de Basquetebol da República Sérvia
- Federação de Basquetebol da República Sérvia

## Ligações Externas
- Sítio da Federação da República Sérvia